# Recinto amurallado de Arjona

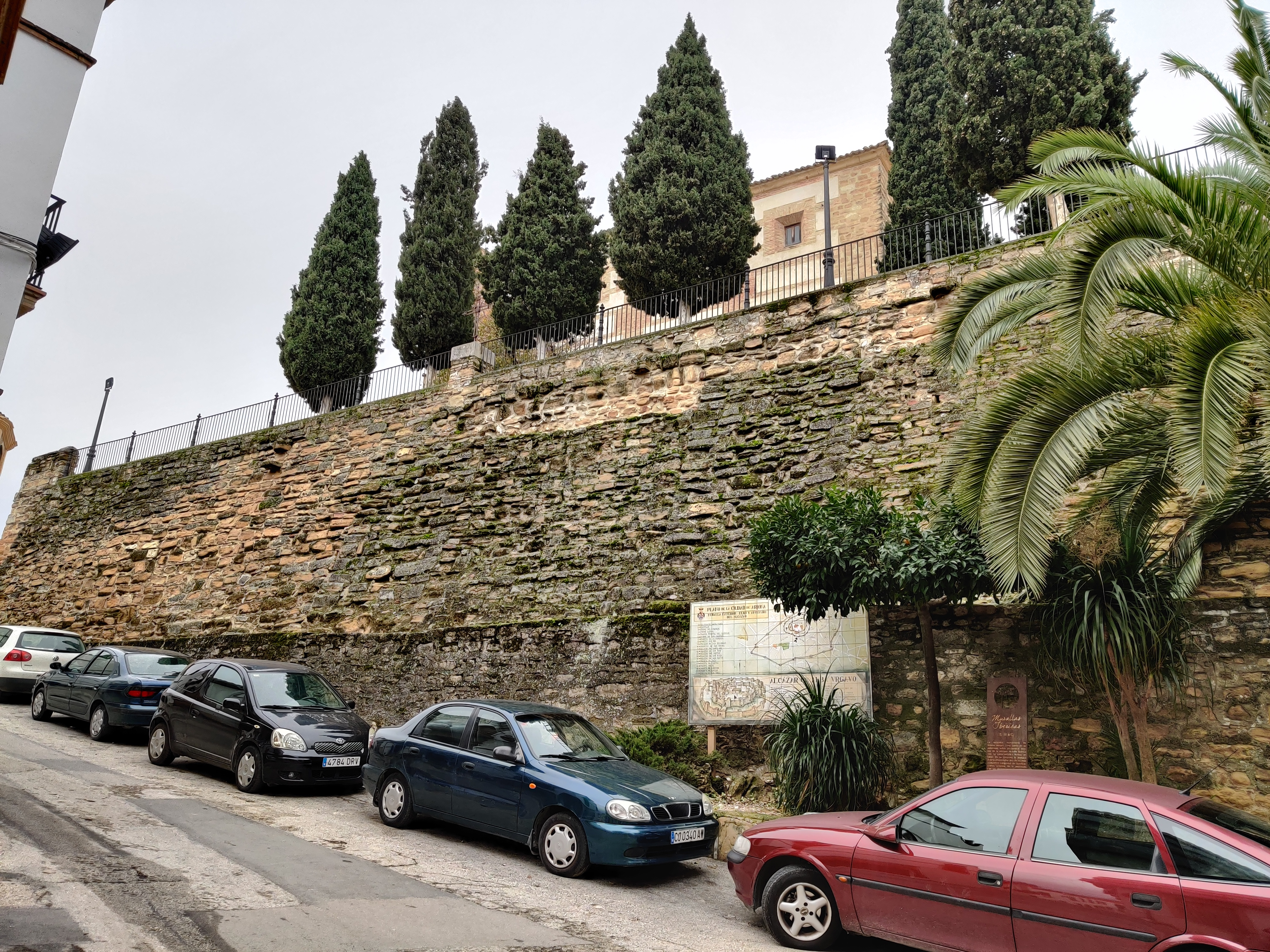
Recinto amurallado de Arjona. En concreto, antemuro del alcázar en la calle Pintor Ramírez

El recinto amurallado de Arjona se encuentra en el casco antiguo de la localidad de Arjona, provincia de Jaén. Conserva fragmentos de muro y antemuro en el Paseo de los Mártires, así como un aljibe en la Iglesia de Santa María.

## Descripción
El recinto amurallado de Arjona, de época almohade, constaba de unos 22 torreones y dos torres albarranas de mayor entidad, una de las cuales era octogonal. El alcázar se encontraba situado en la meseta del cerro, acotándose en un extremo del mismo la zona del castillo. Para construir el mismo se aprovecharon en parte los materiales de construcciones anteriores que abundaban en aquel sector.
El recinto del alcázar estaba dotado de muro y antemuro con la misma disposición que hoy vemos en las defensas almohades de Sevilla.
En torno a la ciudad existía otro recinto murado en forma de barca que se adaptaba al relieve del cerro y cubría un amplio perímetro. Este recinto no estaba regularmente torreado, y en algunos sectores el terreno extramuros era tan empinado que no necesitaba más que un simple parapeto de defensa. Es posible que esta muralla fuese la antigua de la ciudad y que los almohades se limitasen a dotarla de puertas bien defendidas y algún otro reparo.

## Historia
En la meseta del cerro de Arjona existió un oppidum prerromano.
En 888, cuando la rebelión muladí, el emir de Córdoba ordenó fortificar la ciudad. De estas fortificaciones quedaron vestigios en los resaltes escalonados.
Los almohades emprendieron a finales del siglo XII la fortificación de la ciudad.
La zona del Castillo fue muy remodelada en época cristiana, datando de esta época la torre del homenaje.
Lo que fue solar del alcázar está hoy ocupado por la Iglesia de Santa María y la Ermita de los Santos, construida con las piedras de las torres del antiguo recinto.